# TOI-4465 b
 (juillet 2025).
TOI 4465 b est une exoplanète géante gazeuse,  découverte en janvier 2020. Six fois plus massive que Jupiter, située à environ 400 années-lumière de la Terre,.
Elle tourne autour de son étoile naine en 102 jours terrestres sur une orbite elliptique. Sa température comprise entre 93 °C et 204 °C est plutôt modérée pour une géante gazeuse,.

## Découverte
La planète est détectée d'après les observations du satellite TESS et a pu être confirmée grâce aux contributions de 24 astronomes amateurs (science participative).